# Álvaro Djaló
Álvaro Djaló Dias Fernandes, meglio noto come Álvaro Djaló (Madrid, 16 agosto 1999), è un calciatore spagnolo, attaccante dell'Al-Gharafa in prestito dall'Athletic Bilbao.

## Carriera
Nato a Madrid da genitori originari della Guinea-Bissau, ha mosso i suoi primi passi nel mondo del calcio nel Begoña, società con sede nell'area metropolitana di Bilbao. Nel 2017 viene acquistato dal Braga, che inizialmente lo aggrega al proprio settore giovanile. Il 18 aprile 2022 firma il suo primo contratto da professionista, valido fino al 2025. Il 7 agosto successivo ha esordito in prima squadra, in occasione dell'incontro di Primeira Liga pareggiato per 3-3 contro lo Sporting Lisbona.

## Statistiche

### Presenze e reti nei club
Statistiche aggiornate al 6 febbraio 2024.
| Stagione        | Squadra         | Campionato      | Campionato | Campionato | Coppe nazionali | Coppe nazionali | Coppe nazionali | Coppe continentali | Coppe continentali | Coppe continentali | Altre coppe | Altre coppe | Altre coppe | Totale | Totale |
| Stagione        | Squadra         | Comp            | Pres       | Reti       | Comp            | Pres            | Reti            | Comp               | Pres               | Reti               | Comp        | Pres        | Reti        | Pres   | Reti   |
| --------------- | --------------- | --------------- | ---------- | ---------- | --------------- | --------------- | --------------- | ------------------ | ------------------ | ------------------ | ----------- | ----------- | ----------- | ------ | ------ |
| 2020-2021       | Braga B         | CdP             | 28         | 8          |                 | -               | -               |                    | -                  | -                  |             | -           | -           | 28     | 8      |
| 2021-2022       | Braga B         | L3              | 19         | 9          |                 | -               | -               |                    | -                  | -                  |             | -           | -           | 19     | 9      |
| Totale Braga B  | Totale Braga B  | Totale Braga B  | 47         | 17         |                 | -               | -               |                    | -                  | -                  |             | -           | -           | 47     | 17     |
| 2022-2023       | Braga           | PL              | 24         | 2          | CP+CdL          | 7+3             | 0+1             | UEL+UECL           | 5+2                | 1+1                |             | -           | -           | 41     | 5      |
| 2023-2024       | Braga           | PL              | 29         | 8          | CP+CdL          | 3+3             | 2+0             | UCL+UEL            | 9+2                | 5+1                |             | -           | -           | 46     | 16     |
| Totale Braga    | Totale Braga    | Totale Braga    | 53         | 10         |                 | 16              | 3               |                    | 18                 | 8                  |             | -           | -           | 87     | 21     |
| Totale carriera | Totale carriera | Totale carriera | 100        | 27         |                 | 16              | 3               |                    | 18                 | 8                  |             | -           | -           | 134    | 38     |

## Palmarès

### Club

#### Competizioni nazionali
- Coppa di Lega portoghese: 1

Braga: 2023-2024